# Puchar Dalekowschodni w narciarstwie alpejskim mężczyzn 2019/2020
Puchar Dalekowschodni w narciarstwie alpejskim mężczyzn w sezonie 2019/2020 zawody rozgrywane pod patronatem Międzynarodowej Federacji Narciarskiej (FIS). Pierwsze zawody tej edycji odbyły się 4 grudnia 2019 chińskim ośrodku narciarskim Wanlong Ski Resort. Ostatnie zawody początkowo miały zostać rozegrane w dniach 19-26 marca 2020 roku w rosyjskim Jużnosachalińsku, lecz zostały odwołane. Tegoroczne zmagania zakończyły się 14 lutego w południowokoreańskim Bears town.
Triumfu w klasyfikacji generalnej z poprzedniego sezonu bronił Koreańczyk Jung Dong-hyun, która również triumfował w obecnej edycji.

## Podium zawodów
| Lp. | Data            | Miejscowość        | Konkurencja | 1. Miejsce        | 2. Miejsce        | 3. Miejsce          |
| --- | --------------- | ------------------ | ----------- | ----------------- | ----------------- | ------------------- |
| 1.  | 4 grudnia 2019  | Wanlong Ski Resort | Slalom      | Jung Dong-hyun    | Anton Tremmel     | William Hansson     |
| 2.  | 5 grudnia 2019  | Wanlong Ski Resort | Slalom      | William Hansson   | Jung Dong-hyun    | Fabian Himmelsbach  |
| 3.  | 6 grudnia 2019  | Wanlong Ski Resort | Gigant      | William Hansson   | Lukas Wasmeier    | Krystof Kryzl       |
| 4.  | 7 grudnia 2019  | Wanlong Ski Resort | Gigant      | William Hansson   | Jung Dong-hyun    | Krystof Kryzl       |
| 5.  | 10 grudnia 2019 | Taiwoo Ski Resorts | Gigant      | Jung Dong-hyun    | Marco Fischbacher | Benedikt Staubitzer |
| 6.  | 11 grudnia 2019 | Taiwoo Ski Resorts | Gigant      | Aleksiej Żilin    | Marco Fischbacher | Jung Dong-hyun      |
| 7.  | 6 lutego 2020   | Yongpyong Resort   | Gigant      | Iwan Kuzniecow    | Seigo Katō        | Lukas Karlberg      |
| 8.  | 7 lutego 2020   | Yongpyong Resort   | Slalom      | Ondřej Berndt     | Jung Dong-hyun    | Ryunosuke Ohkoshi   |
| 9.  | 11 lutego 2020  | Bears town         | Gigant      | Lukas Karlberg    | Iwan Kuzniecow    | Seigo Katō          |
| 10. | 12 lutego 2020  | Bears town         | Gigant      | Iwan Kuzniecow    | Seigo Katō        | Krystof Kryzl       |
| 11. | 13 lutego 2020  | Bears town         | Slalom      | Jan Zabystřan     | Jung Dong-hyun    | Ondřej Berndt       |
| 12. | 14 lutego 2020  | Bears town         | Slalom      | Ryunosuke Ohkoshi | Ondřej Berndt     | Jan Zabystřan       |
| 13. | 29 lutego 2020  | Engaru             | Gigant      | Odwołano          | Odwołano          | Odwołano            |
| 14. | 1 marca 2020    | Engaru             | Gigant      | Odwołano          | Odwołano          | Odwołano            |
| 15. | 2 marca 2020    | Engaru             | Slalom      | Odwołano          | Odwołano          | Odwołano            |
| 16. | 5 marca 2020    | Akan               | Slalom      | Odwołano          | Odwołano          | Odwołano            |
| 17. | 6 marca 2020    | Akan               | Slalom      | Odwołano          | Odwołano          | Odwołano            |
| 18. | 19 marca 2020   | Jużnosachalińsk    | Gigant      | Odwołano          | Odwołano          | Odwołano            |
| 19. | 21 marca 2020   | Jużnosachalińsk    | Slalom      | Odwołano          | Odwołano          | Odwołano            |
| 20. | 26 marca 2020   | Jużnosachalińsk    | Supergigant | Odwołano          | Odwołano          | Odwołano            |

## Klasyfikacje
| Lp. | Zawodnik          | Punkty |
| --- | ----------------- | ------ |
| 1.  | Jung Dong-hyun    | 738    |
| 2.  | Krystof Kryzl     | 488    |
| 3.  | Iwan Kuzniecow    | 442    |
| 4.  | Seigo Katō        | 425    |
| 5.  | William Hansson   | 392    |
| 6.  | Ondřej Berndt     | 346    |
| 7.  | Lukas Karlberg    | 306    |
| 8.  | Ryunosuke Ohkoshi | 302    |
| 9.  | Jan Zabystřan     | 300    |
| 10. | Michał Jasiczek   | 268    |

| Lp. | Zawodnik          | Punkty |
| --- | ----------------- | ------ |
| 1.  | Iwan Kuzniecow    | 413    |
| 2.  | Jung Dong-hyun    | 398    |
| 3.  | Seigo Katō        | 340    |
| 4.  | Krystof Kryzl     | 301    |
| 5.  | Aleksiej Żilin    | 261    |
| 6.  | Lukas Karlberg    | 259    |
| 7.  | Marco Fischbacher | 237    |
| 8.  | William Hansson   | 232    |
| 9.  | Tomoya Ishii      | 210    |
| 10. | Michał Jasiczek   | 165    |

| Lp. | Zawodnik          | Punkty |
| --- | ----------------- | ------ |
| 1.  | Jung Dong-hyun    | 340    |
| 2.  | Ondřej Berndt     | 326    |
| 3.  | Ryunosuke Ohkoshi | 218    |
| 4.  | Krystof Kryzl     | 187    |
| 5.  | William Hansson   | 160    |
| 5.  | Jan Zabystřan     | 160    |
| 7.  | Yōhei Koyama      | 137    |
| 8.  | Aljaž Dvornik     | 135    |
| 9.  | Tormis Laine      | 117    |
| 10. | Michał Jasiczek   | 103    |